# Школьные танцы
«Школьные танцы» (англ. School Dance) — американская музыкальная комедийная драма 2014 года. Режиссёрский дебют в полнометражном кино комика и рэпера Ника Кэннона.

## Сюжет
Старшеклассник Джейсон Джексон хочет попасть в школьную танцевальную рэп-группу «Рейнджеры». Участники группы могут принять его в свой состав, если тот выполнит сложное задание, а именно достанет до полуночи трусики любой из популярных в школе девочек. В этот вечер в школе планируется конкурс талантов и танцы. Сам Джейсон ещё с детского сада влюблён в Анастейшу, но та не замечает его. На уроке литературы ему подворачивается возможность помочь ей. Анастейша забыла сочинить к уроку стихотворение, и Джейсон отдаёт ей своё. Девушка зачитывает его у доски перед всем классом и заслуживает похвалу от учителя и учеников.
В неприятную ситуацию попадает Дэй-Дэй, один из участников «Рейнджеров». Его отец Даррен проиграл в тюрьме в домино $2000. Теперь же этот человек, которому отец должен деньги, вышел из тюрьмы. Он требует, чтобы Дэй-Дэй выплатил долг отца. Дэй-Дэй рассчитывает на конкурс талантов, где призом будет как раз эта сумма. Попутно в окрестностях идёт противостояние между афроамериканской и латиноамериканской бандами. Сама Анастейша является родственницей латиноамериканских бандитов.
Начинаются школьные танцы. На сцене выступают конкурсанты конкурса талантов. Во время выступления «Рейнджеров» происходит некоторая накладка и пропадает звук. Ситуацию пытается исправить Джейсон, сочиняя рэп. На конкурсе побеждает Анастейша со своими подругами, которые пели и танцевали. У школы Дэй-Дэя уже поджидают латиноамериканцы, ожидая свои деньги. Дэй-Дэй вынужден их расстроить. Появляется чернокожая банда, которая открывает стрельбу по своим противникам. Джейсон закрывает своим телом Анастейшу и получает ранение. Анастейша отдаёт выигранные деньги и свои трусики «Рейнджерам». Теперь Дэй-Дэй может расплатиться с гангстерами, а Джейсон официально вступить в рэп-группу.
На протяжении всего фильма двое незадачливых полицейских преследуют дуэт New Boyz, которые должны выступить на школьных танцах.

## В ролях
- Бобби Дж. Томпсон — Джейсон Джексон
- Дэшон Блэнкс — Дэй-Дэй
- Джулиан Гойнс — Джулиан
- Лэнгстон Хиггинс — Лэнгстон
- Лунелл Кэмпбелл — Мамма Таванна Джексон
- Майк Эппс — директор Роджерс
- Кристиния Дебардж — Анастейша
- Патрик Уорбертон — Ковбой
- Джордж Лопес — Оскар
- Кэтт Уильямс — Даррен
- Уилмер Вальдеррама — Флако
- Тиффани Хэддиш — Трина
- Кевин Харт — Оу Джи Лил
- Лил Дюваль — Бам-Бам
- Эффион Крокетт — тренер Фонтейн
- Эфрен Рамирез — Эль Матадор
- New Boyz — играют себя
- Вивиан Киндл — мисс Джонсон
- Мариано Мендоса — Джуниор
- Эмбер Роуз — Мари Анна
- Мелисса Молинаро — Текила
- Кайла Коллинз — Бекки
- Жасмин Сандерс — Жасмин
- Джим Брюэр — офицер Лэгни
- Джессика Кирсон — офицер Пэнисс
- Пит Дэвидсон — Вонючий палец

## Выпуск и приём
Фильм вышел 2 июля 2014 года на сервисах предоставляющих видео по запросу и в небольшом количестве кинотеатров. Критики негативно приняли фильм. Фильм критиковали за расовые оскорбления, стереотипы и примитивный юмор.